# Butische Schrift
Die Butische Schrift ist eine theoretische Konstruktion des Ägyptologen Wolfgang Helck, der seine Darlegungen dazu 1976 erstmals publizierte. Helck nahm an, dass die ägyptischen Bewohner des Nildeltas einen eigenen Schrift- und Sprachdialekt führten und diese Kultureigenschaften immer wiederkehrende Konflikte zwischen Ober- und Unterägypten auslösten. Die Theorie der „Butischen Schrift“ wird heute allerdings nicht mehr vertreten, da neuere Funde aus Buto und Abydos belegen, dass die Hieroglyphenschrift von jeher einheitlich geschrieben und gelesen wurde.